# 2020년 하계 올림픽 파키스탄 선수단
2020년 하계 올림픽 파키스탄 선수단은 2021년 일본 도쿄에서 열린 2020년 하계 올림픽에 참가한 올림픽 파키스탄 선수단이다.
파키스탄은 2020년 도쿄 하계 올림픽에 출전했다. 원래 2020년 7월 24일부터 8월 9일까지 열릴 예정이었던 올림픽은 코로나19 범유행으로 인해 2021년 7월 23일부터 8월 8일로 연기되었다. 파키스탄의 하계 올림픽 출전은 이번이 18번째였다.
이번 올림픽은 탈하 탈리브와 아르샤드 나딤이 각자의 종목 결승에 진출하면서 2000년 이후 파키스탄 최고의 성적이었다. 걸팜 조셉도 자신의 이벤트 결승 진출을 거의 놓쳤다.

## 출전 선수
| 종목     | 남자 | 여자 | 전체 |
| -------- | ---- | ---- | ---- |
| 육상     | 1    | 1    | 2    |
| 배드민턴 | 0    | 1    | 1    |
| 유도     | 1    | 0    | 1    |
| 사격     | 3    | 0    | 3    |
| 수영     | 1    | 1    | 2    |
| 역도     | 1    | 0    | 1    |
| 전체     | 7    | 3    | 10   |

## 같이 보기
- 올림픽 파키스탄 선수단